# Benedikte Ebbesdotter van Hvide
Benedikte Ebbesdotter van Hvide (1165/70-1199) was een koningin-gemalin van Zweden.
Zij was gehuwd met Sverker II van Zweden.